# Marillyn Hewson
Marillyn A. Hewson, née le 27 décembre 1953 à Junction City, est une femme d'affaires et cheffe d'entreprise américaine. Elle est la présidente-directrice générale de Lockheed Martin depuis janvier 2013.

## Biographie

### Formation
Marillyn Hewson est diplômée d'un Bachelor of Science en gestion et d'un Master of Arts en économie de l'Université de l'Alabama. Elle possède aussi un diplôme de la Columbia Business School et d'Harvard . 

### Carrière
Après ses études, Marillyn Hewson intègre la société d'armement Lockheed Martin en 1983  et y occupe une succession de postes à responsabilité, en particulier celui de présidente - directrice des opérations et celui de vice-présidente pour le pôle systèmes électroniques (2010).
En novembre 2012, Marillyn Hewson est nommée au comité de direction Lockheed Martin. Elle en devient la présidente-directrice générale en  janvier 2013. 

### Autres mandats
En septembre 2013, Marillyn Hewson est nommée membre du conseil présidentiel relatif à l’Exportation par le président Barack Obama.

### Vie personnelle
Marillyn Hewson est mariée à James R. Hewson et vit à McLean, en Virginie, depuis 2020. Le couple s’est rencontré alors qu’ils étaient étudiants à l’Université de l’Alabama. Ils ont deux fils.

## Distinction
En 2014, elle est considérée comme la 21e femme la plus puissante au monde par le magazine Forbes. En 2018, elle est classée neuvième et en 2019 dixième.